# Sindi (Estland)
Sindi (Estisch: Sindi linn) is een stad in de Estlandse gemeente Tori, provincie Pärnumaa.
Tot in oktober 2017 was Sindi een aparte stadsgemeente met een oppervlakte van 5,0 km². In die maand werd Sindi bij de gemeente Tori gevoegd, waarvan het de hoofdstad werd.

## Bevolking
De ontwikkeling van het aantal inwoners blijkt uit het volgende staatje:
| Jaar            | 2011 | 2017 | 2019 | 2021 | 2023 | 2024 |
| --------------- | ---- | ---- | ---- | ---- | ---- | ---- |
| Aantal inwoners | 4076 | 3845 | 3806 | 3744 | 3837 | 3836 |

## Geschiedenis
Sindt dankt zijn naam aan Carl Zindt, een magistraat uit Pärnu, die hier in 1565 een landgoed bezat. Dit Zintenhof ontwikkelde zich tot een nederzetting, toen de Pruisische koopman Johann Christoph Wöhrmann hier in 1832 aan de rivier de Pärnu een textielfabriek vestigde, die al snel de grootste in het gouvernement Lijfland was.
In 1921 kreeg Sindi de status van alev (kleine stad) en in 1938 die van stad. Niet het hele landgoed Zintenhof ging daarin mee. Rond die tijd waren er plannen om de stad een nieuwe, Estische naam te geven, maar die werden na de annexatie van Estland door de Sovjet-Unie (1940) niet meer uitgevoerd. In 1977 werd de plaats Paikuse, waar het landhuis van Zintenhof had gestaan, afgesplitst van Sindi.
Nog steeds bestaat er in Sindi textielindustrie. Het grootste bedrijf is thans AS Qualitex, een dochter van de Singaporese Tolaram Group.
Sindi had een station aan de in 2018 gesloten spoorlijn Lelle - Pärnu.

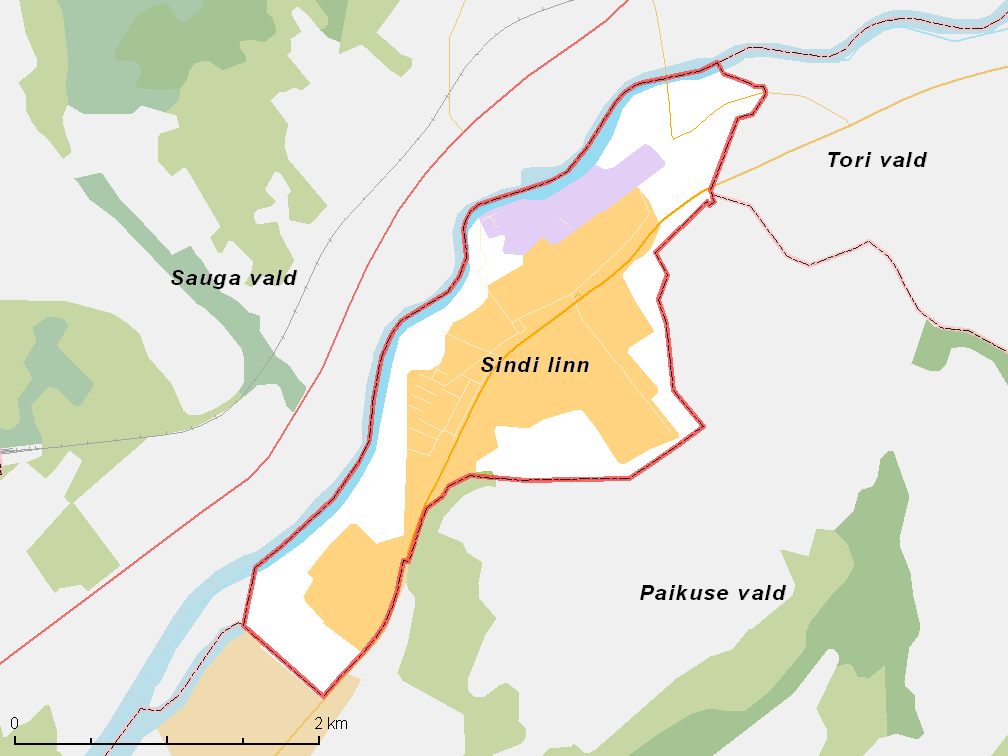
De gemeente met omliggende gemeenten, situatie begin 2017

## Foto's

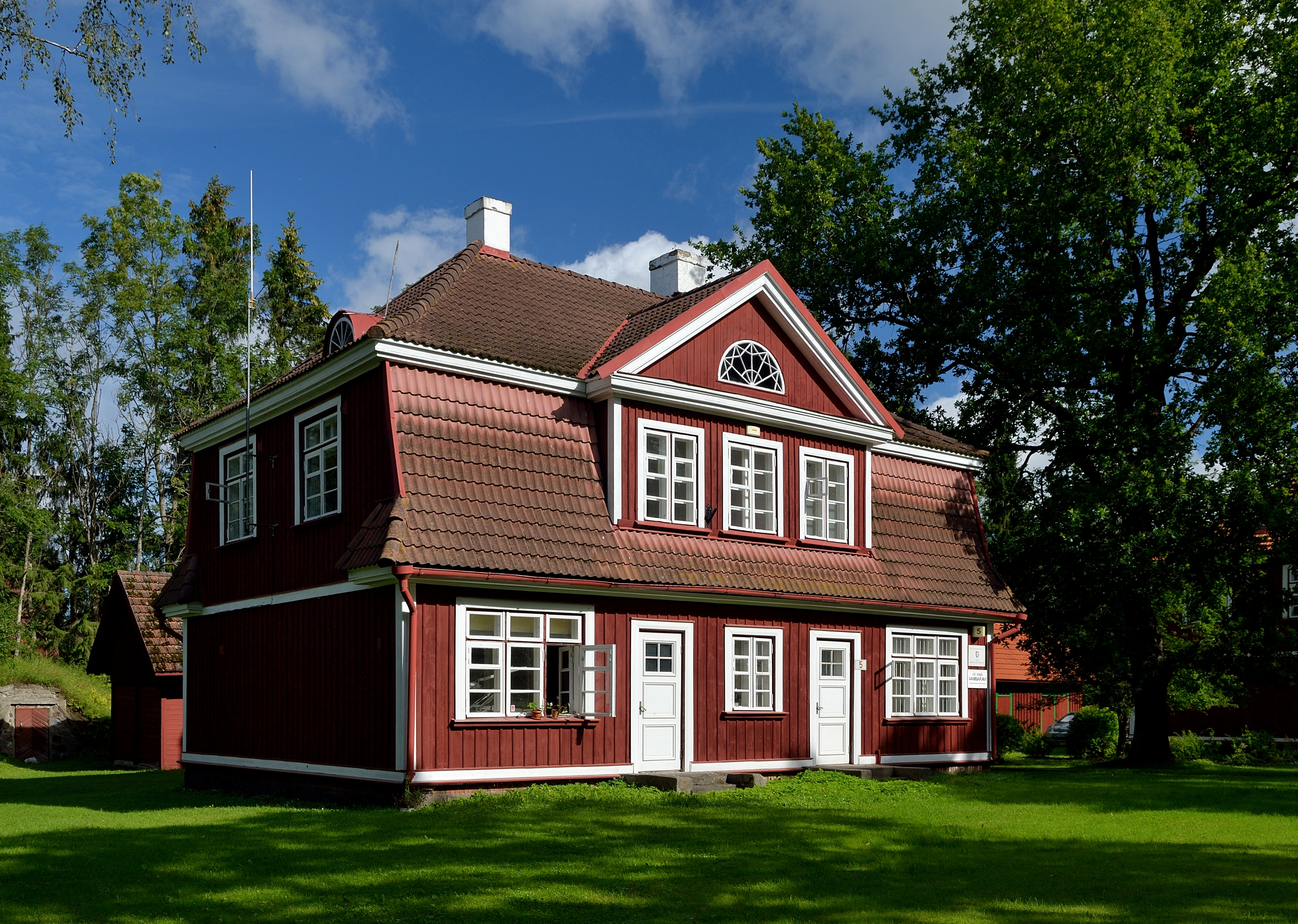
Villa in Sindi
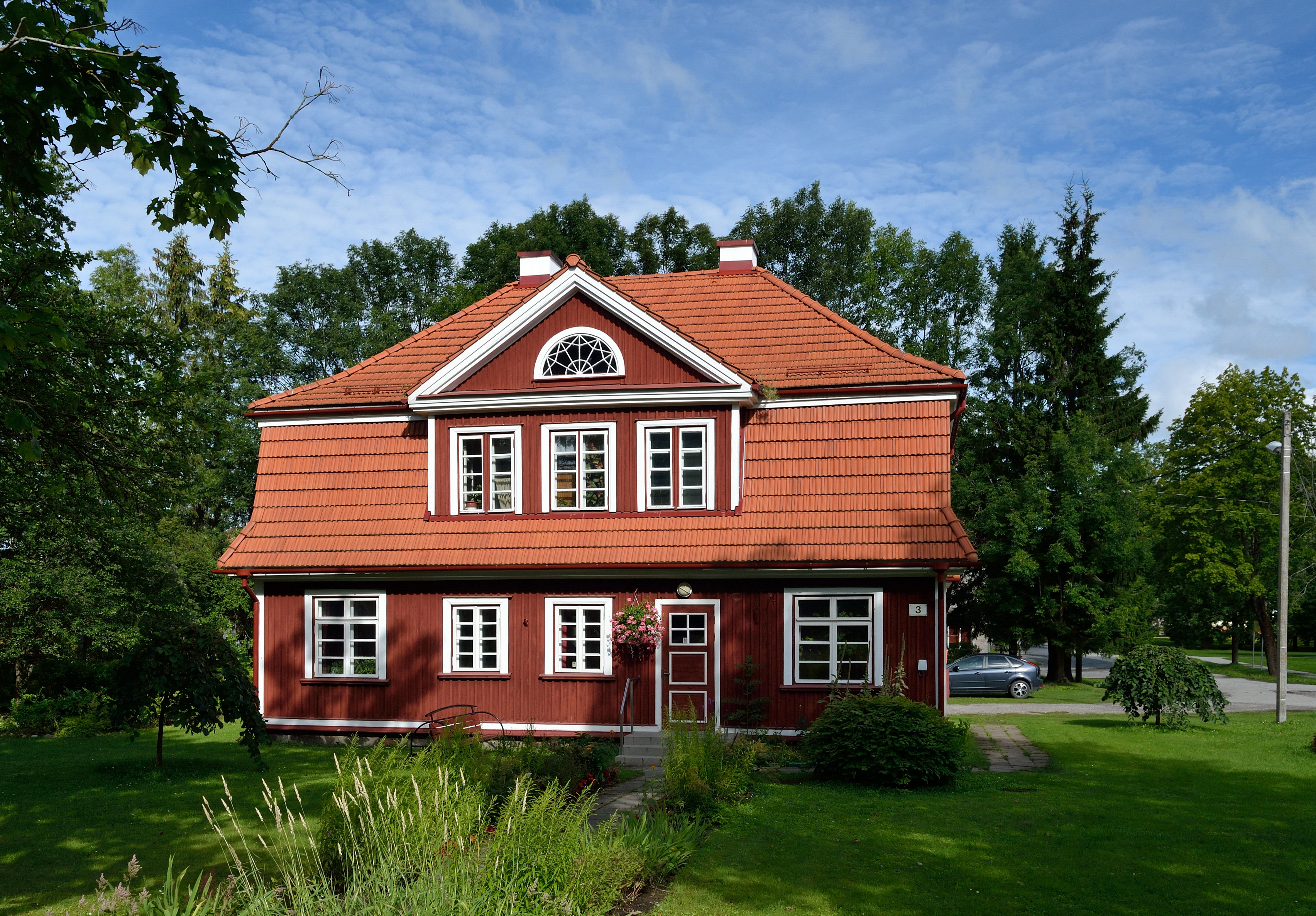
Villa in Sindi
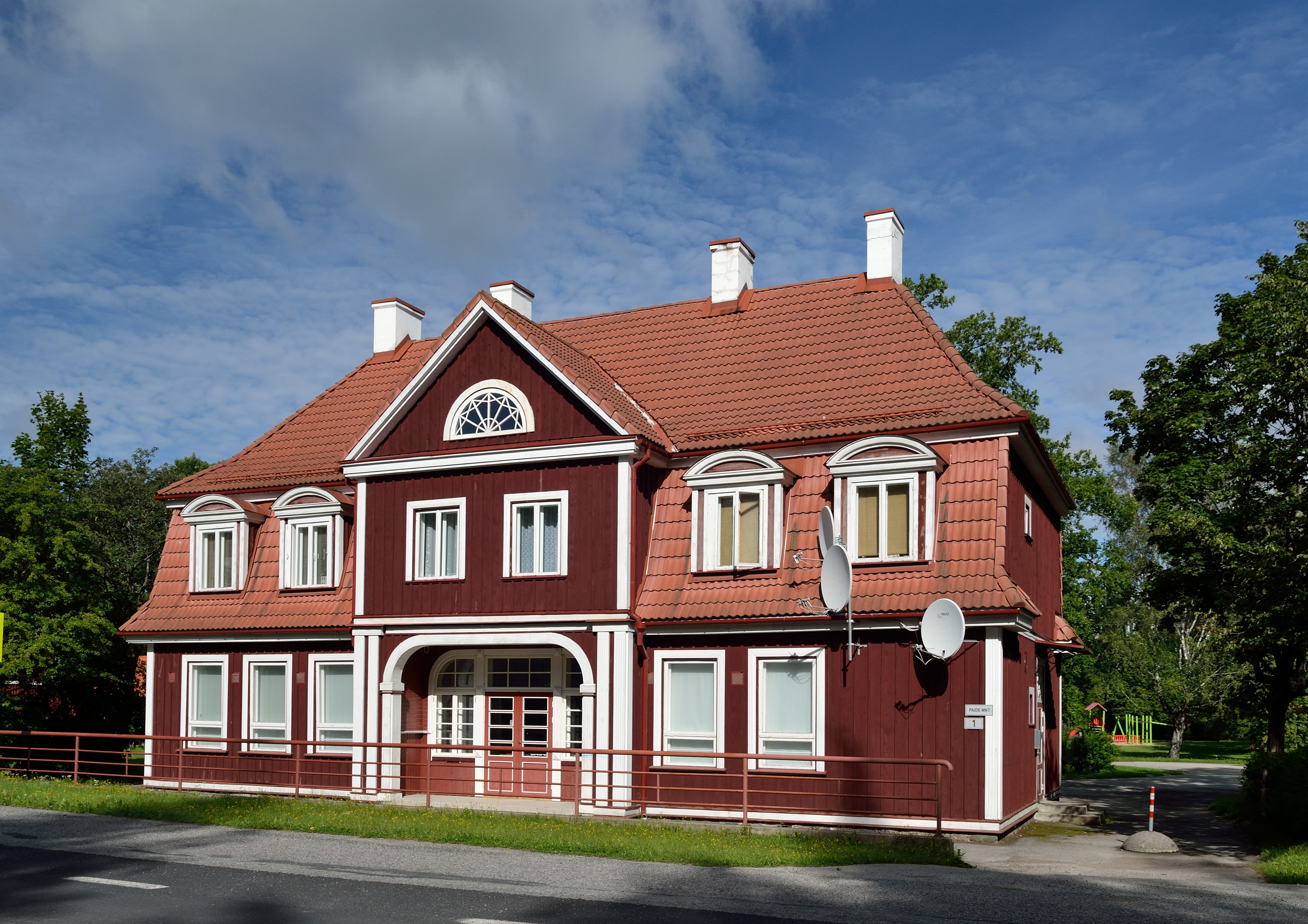
Stationsgebouw
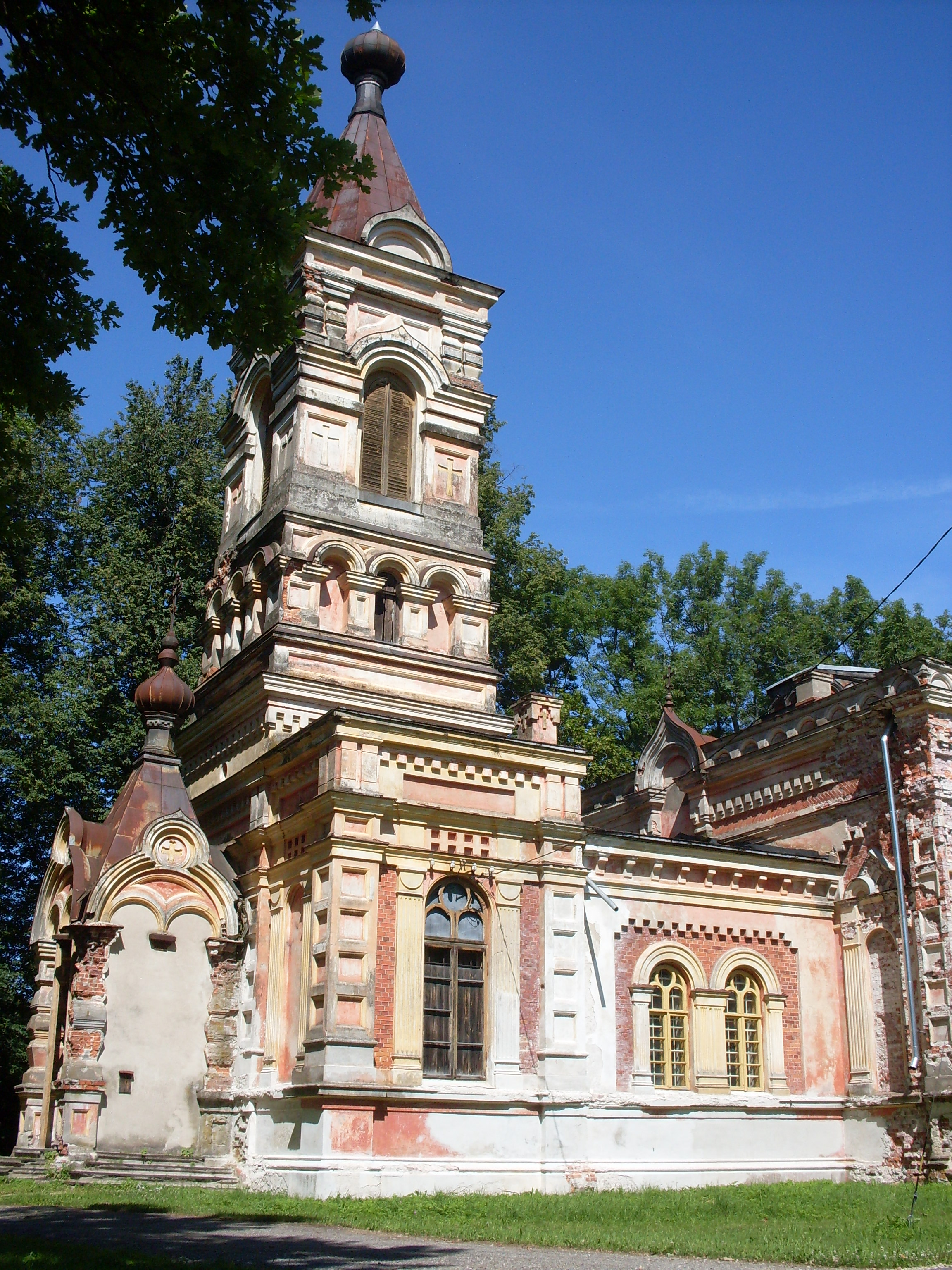
Orthodoxe kerk

- Library of Congress Control Number: n86009272
- MusicBrainz: 9b18bdf2-00b5-4a6d-beb6-fe4302b943b0
- Nationale Bibliotheek van Israël: 987007567253005171
- Virtual International Authority File: 152524528